# Jurij Goriaczew
Jurij Frołowicz Goriaczew (ros. Юрий Фролович Горячев, ur. 11 listopada 1938 we wsi Nowo-Osorgino w obwodzie kujbyszewskim (obecnie obwód samarski), zm. 20 stycznia 2010) – radziecki i rosyjski polityk.

## Życiorys
1961 ukończył Uljanowski Instytut Weteryjnaryjny, był I sekretarzem rejonowego komitetu Komsomołu, od 1965 I sekretarz Komitetu Obwodowego Komsomołu w Uljanowsku, od 1960 członek KPZR, 1973-1987 I sekretarz Uljanowskiego Komitetu Rejonowego KPZR. W 1974 ukończył zaocznie Wyższą Szkołę Partyjną przy KC KPZR, od marca 1987 do kwietnia 1990 przewodniczący Komitetu Wykonawczego Uljanowskiej Rady Obwodowej, 1990-1991 członek KC KPZR, od kwietnia 1990 do lutego 1992 przewodniczący Uljanowskiej Obwodowej Rady Deputatów Ludowych, 1992-2000 kierował administracją obwodu uljanowskiego. Od 12 grudnia 1993 do śmierci deputowany do Rady Federacji.

## Odznaczenia
- Order Rewolucji Październikowej
- Order Przyjaźni Narodów
- Order „Znak Honoru”
- Medal „Za pracowniczą dzielność”